# Ewelina Przeworska
Ewelina Przeworska (ur. 7 grudnia 1987 w Elblągu) – polska panczenistka, trenerka.

## Kariera
Absolwentka Akademii Wychowania Fizycznego im. Bronisława Czecha w Krakowie (2011). W międzynarodowych zawodach zadebiutowała 28 lutego 2004 roku podczas International Warsaw Cup 2004 w Warszawie, w którym zajęła 4. miejsce w kategorii Juniorów B.
Na mistrzostwach świata juniorów 2006 w niemieckim Erfurcie zajęła 36. miejsce w wieloboju oraz 11. miejsce w wyścigu drużynowym wraz z Kamilą Danaj oraz Natalią Czerwonką, natomiast na mistrzostwach świata juniorów 2007 w Innsbrucku zajęła 27. miejsce w wieloboju oraz 10. miejsce w wyścigu drużynowym wraz z Natalią Czerwonką i Katarzyną Woźniak.
Dwukrotnie uczestniczyła w zimowej uniwersjadzie: 2007 (20. miejsce – 3000 m, 16. miejsce – 5000 m, 32. miejsce – 1000 m, 28. miejsce – 500 m), 2009 (22. miejsce – 500 m, 20. miejsce – 1500 m, 20. miejsce – 3000 m, 21. miejsce – 1000 m, brązowy medal – drużynowo)
W 2010 roku zakończyła karierę sportową.

## Wyniki
Uniwersjada
| - Turyn 2007 - 500 metrów: 28. miejsce - 1000 metrów: 32. miejsce - 3000 metrów: 20. miejsce - 5000 metrów: 16. miejsce | - Harbin 2009 - 500 metrów: 22. miejsce - 1000 metrów: 21. miejsce - 1500 metrów: 20. miejsce - 3000 metrów: 20. miejsce - Bieg drużynowy: |

Mistrzostwa świata juniorów
- Erfurt 2006: 36. miejsce (wielobój), 11. miejsce (drużynowo)
- Innsbruck 2007: 27. miejsce (wielobój), 10. miejsce (drużynowo)

Mistrzostwa Polski w wieloboju
- Sanok 2003: 11. miejsce
- Warszawa 2004: 7. miejsce
- Sanok 2005: 6. miejsce
- Warszawa 2007: 5. miejsce
- Warszawa 2008: 7. miejsce
- Zakopane 2009:
- Zakopane 2010: 5. miejsce

Mistrzostwa Polski w wieloboju sprinterskim
- Sanok 2003: 18. miejsce
- Sanok 2004: 17. miejsce
- Tomaszów Mazowiecki 2005: 7. miejsce
- Tomaszów Mazowiecki 2006: 5. miejsce
- Tomaszów Mazowiecki 2007: 5. miejsce
- Sanok 2008: 4. miejsce
- Sanok 2010: 5. miejsce

Mistrzostwa Polski na dystansach
| - Warszawa 2003 - 500 metrów: 22. miejsce - 1500 metrów: 17. miejsce | - Sanok 2006 - 1000 metrów: 10. miejsce - 1500 metrów: 6. miejsce - 3000 metrów: 7. miejsce - 5000 metrów: 5. miejsce | - Warszawa 2009 - 500 metrów: 5. miejsce - 1000 metrów: 5. miejsce - 1500 metrów: 5. miejsce - 3000 metrów: 5. miejsce - 5000 metrów: 6. miejsce |

| - Tomaszów Mazowiecki 2004 - 1000 metrów: 12. miejsce - 1500 metrów: 10. miejsce - 3000 metrów: 8. miejsce - 5000 metrów: 10. miejsce | - Warszawa 2007 - 1000 metrów: 5. miejsce - 1500 metrów: 9. miejsce - 3000 metrów: 6. miejsce - 5000 metrów: 5. miejsce | - Zakopane 2010 - 500 metrów: 5. miejsce - 1000 metrów: 5. miejsce - 1500 metrów: 5. miejsce - 3000 metrów: 6. miejsce - 5000 metrów: 6. miejsce |

| - Warszawa 2005 - 1500 metrów: 8. miejsce - 3000 metrów: 7. miejsce - 5000 metrów: 7. miejsce | - Warszawa 2008 - 500 metrów: 6. miejsce - 1000 metrów: 6. miejsce - 1500 metrów: 7. miejsce - 3000 metrów: 6. miejsce - 5000 metrów: 7. miejsce |

Mistrzostwa Polski juniorów
| - Sanok 2002: 7. miejsce - Sanok 2003: - Warszawa 2004: 5. miejsce | - Sanok 2005: - Tomaszów Mazowiecki 2006: - Sanok 2007: |

## Rekordy życiowe
| Dystans        | Czas    | Data       | Miejscowość |
| -------------- | ------- | ---------- | ----------- |
| 100 metrów     | 11,69   | 06.03.2004 | Warszawa    |
| 300 metrów     | 28,35   | 10.03.2007 | Warszawa    |
| 500 metrów     | 41,94   | 27.09.2008 | Erfurt      |
| 1000 metrów    | 1:22,06 | 01.03.2008 | Berlin      |
| 1500 metrów    | 2:07,76 | 20.02.2009 | Harbin      |
| 3000 metrów    | 4:26,88 | 01.03.2008 | Berlin      |
| 5000 metrów    | 8:06,68 | 21.02.2007 | Turyn       |
| Bieg drużynowy | 3:08,97 | 19.02.2009 | Harbin      |

## Po zakończeniu kariery
Ewelina Przeworska po zakończeniu kariery sportowej rozpoczęła pracę instruktorski łyżwiarstwa szybkiego, narciarstwa zjazdowego i wrotkarstwa w Miejskim Ośrodku Sportu i Rekreacji oraz Międzyszkolnym Ośrodku Sportowym w Elblągu.
Ma także licencję sędziego lekkoatletycznego oraz łyżwiarstwa szybkiego.